# 槐树镇 (西充县)
槐树镇，是中华人民共和国四川省南充市西充县下辖的一个乡镇级行政单位。2019年10月，撤销中南乡和义和乡，将其所属行政区域划归槐树镇管辖。

## 行政区划
槐树镇下辖以下地区：
凤凰街社区、柳溪街社区、凤凰村、乱石垭村、窦禅寺村、谢家店村、合成寺村、狮子湾村、西禅寺村、云山院村、青龙观村、双柏树村、观音坝村、浅垭子村、黎家寺村和马氏祠村,吴家坝村、黄桶岭村、陈氏祠村、冯家沟村、花果寺村、冉家庙村、阳家坝村、姚氏祠村和何泗坝村,雨台山村、李家山村、邓家沟村、郭家嘴村、周家嘴村和中和井村。